# Les Hommes de proie
Pour plus de détails, voir Fiche technique et Distribution.
Les Hommes de proie est un film français réalisé par Willy Rozier, sorti en 1937.

## Fiche technique
- Titre : Les Hommes de proie
- Autre titre : L'Homme de Damas
- Réalisateur : Willy Rozier
- Scénario : Willy Rozier
- Dialogues : Francis Didelot
- Photographie : Marc Bujard
- Caméraman : Tahar Hannache
- Montage : Raymond Leboursier
- Musique : Jean Yatove
- Décors : Jean Douarinou
- Son : Michel Picot
- Société de production : Fédéral Film
- Pays d'origine :  France
- Format : Noir et blanc — 35 mm — 1,37:1 — Son : Mono
- Genre : Film dramatique
- Durée : 87 minutes (1 h 27)
- Date de sortie :
  - France : 2 juillet 1937

## Distribution
- Jean Galland
- Jeanne Boitel
- Jean-Max
- Pierre Etchepare
- Hugues de Bagratide
- Maurice Lagrenée
- Georges Mauloy
- Victor Vina